# Ingvild Synnøve Midtskogen
Ingvild Synnøve Midtskogen, née le 21 décembre 2007 à Bærum, est une sauteuse à ski norvégienne.

## Carrière sportive
Ingvild Midtskogen concourre d'abord en combiné nordique en niveau international à la saison 2021/2022, avec une participation à une compétition junior à Harrachov. Elle ne pratiquera quasiment pas dans cette discipline même si elle fera les championnats du monde juniors de 2023 à Whistler.
Midtskogen fait ses débuts internationaux en saut à ski en août 2022 lors de la Coupe FIS à Szczyrk, ce qui la lance dans le circuit de la Coupe continentale. Elle fait une première apparition en Coupe du monde à Lillehammer le 3 décembre 2022, à l'âge de seulement 14 ans, mais sans réussir à marquer de points. Elle  termine plusieurs fois dans le top 10 en coupe continentale. Elle est autorisée à participer à nouveau à la Coupe du monde lors de la saison 2022/23, mais sans atteindre le deuxième tour.
Midtskogen participe au saut à ski aux Championnats du monde juniors, se classant septième dans l'épreuve individuelle, quatrième dans l'épreuve par équipes et septième dans l'épreuve mixte.
Au début de la saison 2023, elle remporte une compétition de la Coupe Intercontinentale et arrive également deuxième une fois. Elle participe ensuite au Grand Prix d'été de Râșnov, où elle a pu marquer ses premiers points. Elle s'engage dans la coupe du monde 2022/2023 mais surtout dans l'échelon inférieure avec la Coupe continentale dont elle termine à la quatrième place du classement général après trois victoires individuelles. En janvier 2024, elle participe aux Jeux olympiques de la jeunesse d'hiver avec à la clé une médaille de bronze en individuel et une médaille d'argent par équipe
En novembre 2024, elle obtient son meilleur résultat à ce jour avec une 5e place en coupe du monde à Lillehammer.
En février 2025, elle participe aux championnats du monde où elle remporte une médaille d'or lors de sa première participation au concours par équipe sur petit Tremplin avec Strøm, Traaserud et Kvandal. Qualifiée pour la finale en tremplin normal individuel, elle est toutefois disqualifiée pour des problèmes avec sa combinaison.

## Palmarès

### Championnats du monde
| Épreuve / Édition  | Trondheim 2025 |
| Petit tremplin     | DSQ            |
| Grand tremplin     |                |
| Par équipes        | Or             |
| Par équipes mixtes |                |